# 1985年世界大賽
1985年世界大賽是由代表美聯的堪薩斯市皇家與代表國聯的聖路易紅雀在世界大賽中對決。最後由皇家4勝3敗打敗紅雀，拿下隊史首座世界大賽冠軍。由於兩支隊伍球隊都位於密蘇里州，因此該系列賽也被稱作「密蘇里70號州際公路系列賽」。
這年世界大賽也是最後一次完全取消指定打擊制度的系列賽。大聯盟也從1986年開始於美聯球隊主場進行指定打擊制。

## 總結
美聯 堪薩斯市皇家（4）- 國聯 聖路易紅雀（3）
| 場次 | 比數            | 日期     | 地點           | 觀眾  |
| ---- | --------------- | -------- | -------------- | ----- |
| 1    | 紅雀 3，皇家 1  | 10月19日 | 皇家體育場     | 41650 |
| 2    | 紅雀 4，皇家 2  | 10月20日 | 皇家體育場     | 41656 |
| 3    | 皇家 6，紅雀 1  | 10月22日 | 布希紀念體育場 | 53634 |
| 4    | 皇家 0，紅雀 3  | 10月23日 | 布希紀念體育場 | 53634 |
| 5    | 皇家 6，紅雀 1  | 10月24日 | 布希紀念體育場 | 53634 |
| 6    | 紅雀 1，皇家 2  | 10月26日 | 皇家體育場     | 41628 |
| 7    | 紅雀 0，皇家 11 | 10月27日 | 皇家體育場     | 41658 |

## 逐場結果

### 第一戰：10月19日
密蘇里州，堪薩斯市，皇家體育場
| 聖路易紅雀                                                                      | 0 | 0 | 1 | 1 | 0 | 0 | 0 | 0 | 1 | 3 | 7 | 1 |
| 堪薩斯市皇家                                                                    | 0 | 1 | 0 | 0 | 0 | 0 | 0 | 0 | 0 | 1 | 8 | 0 |
| 勝投： John Tudor（1–0） 敗投： 丹尼·傑克森（0–1） 救援成功： Todd Worrell（1） |   |   |   |   |   |   |   |   |   |   |   |   |

雙方先發投手在首戰就上演一場精采的投手大戰，丹尼·傑克森雖主投7局送出7次三振失2分，不過John Tudor6.2局僅失1分的表現壓過了傑克森。加上紅雀在9局上又添一分保險，終場以3比1贏下第一場。

### 第二戰：10月20日
密蘇里州，堪薩斯市，皇家體育場
| 聖路易紅雀                                                                          | 0 | 0 | 0 | 0 | 0 | 0 | 0 | 0 | 4 | 4 | 6 | 0 |
| 堪薩斯市皇家                                                                        | 0 | 0 | 0 | 2 | 0 | 0 | 0 | 0 | 0 | 2 | 9 | 0 |
| 勝投： Ken Dayley（1–0） 敗投： Charlie Leibrandt（0–1） 救援成功： Jeff Lahti（1） |   |   |   |   |   |   |   |   |   |   |   |   |

Danny Cox和Charlie Leibrandt一樣上演一場投手戰，Cox僅在4局下被連續敲出3支安打包含2支長打失2分，而Leibrandt在前8局完美封鎖紅雀打線。
然而戰局在9局上風雲變色，Leibrandt開局便被敲出二壘安打。雖然馬上抓下2個出局數，不過他隨即被Jack Clark和Tito Landrum敲安失分。在故意四壞保送César Cedeño後，Terry Pendleton敲出清壘二壘安打，一棒逆轉比數。
Jeff Lahti9局下救援被敲出1安，不過上演變相的3上3下，成功守住勝利。

### 第三戰：10月22日
密蘇里州，聖路易，布希紀念體育場
| 堪薩斯市皇家                                                                                               | 0 | 0 | 0 | 2 | 2 | 0 | 2 | 0 | 0 | 6 | 11 | 0 |
| 聖路易紅雀                                                                                                 | 0 | 0 | 0 | 0 | 0 | 1 | 0 | 0 | 0 | 1 | 6  | 0 |
| 勝投： 布瑞特·塞伯海金（1–0） 敗投： Joaquín Andújar（0–1） 全壘打： 皇家：法蘭克·懷特（5上,2分） 紅雀：無 |   |   |   |   |   |   |   |   |   |   |    |   |

紅雀雖然派出單季拿下20勝的Joaquín Andújar先發，不過他在4局上遭遇亂流。Lonnie Smith的二壘安打直接讓皇家隊取得2比0領先。
5局上，喬治·布列特敲安上壘後，法蘭克·懷特擊出中左外野方向的全壘打，一棒將Andújar打退場。
布瑞特·塞伯海金完投9局送出8次三振僅失1分，加上打線適時串聯，皇家最後以6比1拿下系列賽首勝。

### 第四戰：10月23日
密蘇里州，聖路易，布希紀念體育場
| 堪薩斯市皇家 | 0 | 0 | 0 | 0 | 0 | 0 | 0 | 0 | 0 | 0 | 5 | 1 |
| 聖路易紅雀 | 0 | 1 | 1 | 0 | 1 | 0 | 0 | 0 | X | 3 | 6 | 0 |
| 勝投： John Tudor（2–0） 敗投： 巴德·布拉克（0–1） 全壘打： 皇家：無 紅雀：Tito Landrum（2下,1分）、威利·麥基（3下,1分） |   |   |   |   |   |   |   |   |   |   |   |   |

John Tudor再次發揮王牌價值，他主投9局送出8次三振無失分拿下完封勝。而打線則靠著Tito Landrum和威利·麥基的陽春砲在內拿下3分勝出。

### 第五戰：10月24日
密蘇里州，聖路易，布希紀念體育場
| 堪薩斯市皇家                                      | 1 | 3 | 0 | 0 | 0 | 0 | 0 | 1 | 1 | 6 | 11 | 2 |
| 聖路易紅雀                                        | 1 | 0 | 0 | 0 | 0 | 0 | 0 | 0 | 0 | 1 | 5  | 1 |
| 勝投： 丹尼·傑克森（1–1） 敗投： 鮑伯·佛許（0–1） |   |   |   |   |   |   |   |   |   |   |    |   |

雙方先發投手在開局都遭遇小小亂流，不過丹尼·傑克森從第二局開始便愈投愈穩。反觀鮑伯·佛許在2局上還是控球不穩，單局送出一次保送外加3支安打失掉3分退場。
傑克森最後以9局5次三振失1分拿下完投勝，避免球隊被紅雀淘汰出局。

### 第六戰：10月26日
密蘇里州，堪薩斯市，皇家體育場
| 聖路易紅雀                                           | 0 | 0 | 0 | 0 | 0 | 0 | 0 | 1 | 0  | 1 | 5  | 0 |
| 堪薩斯市皇家                                         | 0 | 0 | 0 | 0 | 0 | 0 | 0 | 0 | 2X | 2 | 10 | 0 |
| 勝投： 丹·奎森貝瑞（1–0） 敗投： Todd Worrell（0–1） |   |   |   |   |   |   |   |   |    |   |    |   |

Danny Cox和Charlie Leibrandt和第二戰一樣上演一場投手的宰制大戰，而且雙方在7局都沒有失分。直到8局上，Brian Harper從Leibrandt手中敲安，送回全場第一分。
然而到了9局下，卻出現了本場比賽（甚至是該系列賽）最具爭議的一個判決。首名打者Jorge Orta打出一二壘方向軟弱滾地球，一壘手Jack Clark接到球傳給補位的投手Worrell完成刺殺，但是視野良好的一壘審Don Denkinger卻裁定Orta安全上壘。在當時，大聯盟還沒有電視輔助判決，因此紅雀隊再怎麼氣得抗議也無法改變判決。
受到影響的Worrell，隨即又被敲出安打，形成一二壘有人。這時皇家隊決定觸擊推進，但觸擊失敗，Orta死在三壘前，但沒想到一出局後發生捕手捕逸，形成二三壘有人，變相幫皇家隊完成了那次觸擊，因此Worrell只好故意四壞保送Hal McRae，打算增加抓下雙殺或者是本壘刺殺的機會。
結果上場代打的Dane Iorg，在面對Worrell的第二球就敲出右外野方向安打，送回壘上2名跑者，皇家隊在這場充滿爭議的比賽中意外獲得勝利。

### 第七戰：10月27日
密蘇里州，堪薩斯市，皇家體育場
| 聖路易紅雀                                                                                              | 0 | 0 | 0 | 0 | 0 | 0 | 0 | 0 | 0 | 0  | 5  | 0 |
| 堪薩斯市皇家                                                                                            | 0 | 2 | 3 | 0 | 6 | 0 | 0 | 0 | X | 11 | 14 | 0 |
| 勝投： 布瑞特·塞伯海金（2–0） 敗投： John Tudor（2–1） 全壘打： 紅雀：無 皇家：Darryl Motley（2下,2分） |   |   |   |   |   |   |   |   |   |    |    |   |

這場比賽由布瑞特·塞伯海金和John Tudor兩大王牌正面對決，不過Tudor僅先發2.1局便狂掉5分退場。
5局下，已經取得5分領先的皇家再打出7支安打，外加一次保送和暴投，單局攻下6分大局。終場皇家便以11比0大勝紅雀，系列賽連拿3勝逆轉封王。

## 焦點球員
皇家
- 喬治·布列特：世界大賽打擊率3成70全隊最高，敲出10支安打。

- Willie Wilson：世界大賽打擊率3成67，敲出11支安打和3次盜壘成功為全隊最高，另有3分打點。

- 法蘭克·懷特：世界大賽打擊率2成50，敲出1轟和全隊最多的6分打點。

- Dane Iorg：世界大賽僅敲出一支安打，不過是在第六戰9局下擊出的再見安打。

- 丹尼·傑克森：世界大賽先發2場拿下1勝1敗，16局投球送出12次三振，防禦率1.69。

- 布瑞特·塞伯海金：世界大賽先發2場全勝，18局投球送出10次三振，防禦率僅0.50。

紅雀
- Tito Lindrum：世界大賽打擊率3成60，敲出9支安打包含1支全壘打都是全隊最高。第四戰打下勝利打點。

- Terry Pendleton：世界大賽打擊率2成61，第二戰敲出逆轉清壘二壘安打。

- 威利·麥基：世界大賽打擊率2成59，敲出7支安打、1轟和2分打點。

- Jack Clark：世界大賽敲出6支安打，打下4分打點為全隊第一。

- John Tudor：世界大賽先發3場拿下2勝1敗，18局投球送出14次三振，防禦率3.00。

- Danny Cox：世界大賽先發2場，14局投球送出13次三振，防禦率1.29。

## 外部連結
- Almanac網站上關於1985年世界大賽的頁面（页面存档备份，存于）
- MLB官網裡的1985年世界大賽頁面（页面存档备份，存于）
- Reference網站上關於1985年世界大賽的頁面（页面存档备份，存于）
- 1985年世界大賽逐場比賽結果以及每一球詳細紀錄[]